# Stadio Pierre de Coubertin (Parigi)
Lo stadio Pierre de Coubertin è un impianto sportivo situato a Parigi, in Francia.
Sede della squadra di pallamano Paris Saint-Germain Handball, l'arena coperta ha una capienza di 4.200 persone per le partite di basket.

## Storia
Lo Stade Pierre de Coubertin venne aperto nel 1937, in occasione dell'Esposizione Universale parigina, e venne chiamato così in onore del fondatore delle Olimpiadi moderne. Fu poi ricostruito dopo i bombardamenti avvenuti durante la seconda guerra mondiale. Lo stadio fu utilizzato come centro di detenzione durante il massacro di Parigi del 1961. Nel 1990, l'impianto ha subito una ristrutturazione, riguardante una nuova facciata, l'ampliamento della sua capienza e l'aggiunta di vari spazi di servizio.
Oltre ad essere stato in passato lo stadio di casa di varie squadre di pallacanestro, tra cui Paris Basket Racing, Levallois Sporting Club Basket e Metropolitans 92, ospitando le ATP Finals di tennis nel 1971, ogni anno lo Stade Pierre de Coubertin è sede di vari eventi sportivi, come il Gran Prix: Challenge International de Paris (in gennaio) e il Challenge Monal (a febbraio), l'Internationaux France Badminton e il torneo di tennis femminile Open GDF Suez. L'arena è stata scelta per ospitare le gare di goalball alle Paralimpiadi estive del 2024.